# Valdemarerne
Valdemarerne er en samlebetegnelse for de danske konger Valdemar 1. den Store (konge 1157-1182) og hans to sønner, Knud 6. (konge 1182-1202) og Valdemar 2. Sejr (konge 1202-1241). Det bør bemærkes, at kongerne Valdemar 3. (konge 1326-1329) og Valdemar 4. Atterdag (konge 1340-1375) ikke hører til Valdemarerne.